# براندون وايتنغ
براندون وايتنغ (بالإنجليزية: Brandon Whiting)‏ هو لاعب كرة قدم أمريكية أمريكي، ولد في 30 يوليو 1976.

## وصلات خارجية
- براندون وايتنغ على موقع مرجع كرة القدم المحترفة.كوم (الإنجليزية)